# Steve Kmak
Steve "Fuzz" Kmak (nacido el 5 de septiembre de 1970) es un bajista estadounidense, más conocido por haber sido uno de los miembros fundadores de la banda de Disturbed. Su apellido, Kmak, es de origen alemán.

## En Disturbed
Steve Kmak fundó la banda, llamada en ese entonces "Brawl", en 1996, junto con Dan Donegan en la guitarra y el baterista Mike Wengren. Publicaron más tarde un anuncio en el cual buscaban a un vocalista. Comenzaron tocando en clubs pequeños de Chicago antes de que el cantante David Draiman contestara a su anuncio, después de que se incorporase Draiman la banda cambió de nombre, llamándose Disturbed. Entonces produjeron su primer álbum del estudio The Sickness, lanzado en 2000 y su segundo álbum Believe, lanzado en 2002. 
Antes de unirse a la gira europea junto a Marilyn Manson en 2001, Kmak sufrió una fractura de tobillo tras una caída en el salón de ensayos de la banda en Chicago. Después de una exitosa operación, los médicos le recomendaron a Kmak omitir el recorrido para evitar un daño más severo a su pie. Sin embargo, retornó a la banda el 11 y 12 de enero de 2001 en la feria de Disturbed en Chicago. Kmak fue brevemente sustituido durante la gira europea por Marty O'Brien hasta que estuviese en condiciones de tocar. Todos los problemas entre los miembros de la banda eran invisibles para los fanes.
Para el año 2002, Disturbed lanza su segundo álbum, titulado Believe, el cual sería el último álbum de estudio con Kmak en la banda. En 2003, la banda realiza la gira Music as a Weapon II, del cual se grabó un álbum en vivo. Dicho álbum sería el último lanzamiento de la banda con Kmak, ya que poco después fue despedido por diferencias personales entre él y David Draiman. Fue sustituido por John Moyer, quien es actualmente el bajista de la banda.
En noviembre de 2011, la banda lanza la compilación de Bonus Tracks y lados B, The Lost Children, el cual contiene trabajo de Kmak, en las canciones "A Welcome Burden", "God of the Mind" y "Dehumanized". El mes siguiente, un fanático le preguntó a David Draiman sobre la razón por la que Kmak fue despedido de la banda. Según Draiman, fue despedido por sus "celos" y "su disposición a hundir el barco en el que todos estábamos navegando, por despecho".

## Equipamiento
Steve "Fuzz" Kmak es conocido por usar los bajos Music Man Sting Ray de 5 cuerdas.

## Discografía
Brawl
- Demo Tape (1994)

Disturbed
- Demo (1998)
- The Sickness (2000)
- Believe (2002)
- The Lost Children (2011)